# هنري هولولو بيتمان
هنري هولولو بيتمان (و. 1845 – 1863 م) هو عسكري من مملكة هاواي، ولد في هيلو، ويحمل رتبة عسكرية جندي، توفي في بارول (ماريلند)، عن عمر يناهز 18 عاماً، بسبب ذات الرئة.

## الخدمة العسكرية
خدم في جيش الاتحاد.